# Благодатне (село, Донецький район)
Благода́тне — село в Амвросіївській міській громаді Донецького району Донецької області.

## Загальні відомості
Відстань до райцентру становить близько 10 км і проходить автошляхом Т 0517.
18 червня 2014 р. на автошляху Т 0517 у селі був підірваний міст через Кринку. Рух на цій ділянці припинено.
Унаслідок російської військової агресії із серпня 2014 р. Благодатне перебуває на території ОРДЛО.

## Символіка
В селі дуже пишаються школою та її випускниками. На честь цього центральним елементом герба стала золота книга в чорній обкладинці та золотою літерою "А". Літера позначає не тільки першу літеру абетки, а й ім'я засновника - Амвросія, а також колишню назву - Амвросіївку.
Також на честь засновника Ліковкіна покладено срібний пернач, як символ козацькою старшини. На противагу перначу, навхрест покладено золотий жезл - кадуцей. Кадуцей має багато значень - він є символом примирення та торгівлі. Але цей кадуцей, увінчаний золотим хрестом, з'явився тут від патріарха Київського і всієї Русі-України Української православної церкви - Філарета. Або ж Денисенка Михайла Антоновича, який народився у Благодатному 23 січня 1929 року в родині шахтаря. За його сприяння тут було зведено храм.

## Історія
У 1777 році на місці теперішнього села донський старшина А. Г. Луковкін заснував хутір. Тут селилися селяни-втікачі, яких приписували на його ім'я.

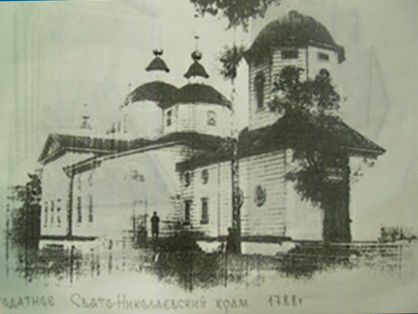
Церква святого Миколая (1788 р.)

У 1786 році в слободі Луковкіній-Кринській — так називалося поселення — було 103 двори з населенням 416 чоловік. За переписом 1801 року, тут налічувалося вже 509 дворів, у яких проживало 3184 чоловіка. В першій чверті XIX ст. слободу названо Амвросіївкою [Архівовано 7 квітня 2013 у Wayback Machine.] (на ім'я її власника Амвросія Луковкіна). Входила вона до Черкаського заказу, а після утворення округів (1835 рік) — до Міуського округу Землі Війська Донського. Населення слободи займалося переважно хліборобством — вирощувало пшеницю, жито, овес і ячмінь. Було розвинуто також гончарне та ковальське ремесла, виробництво вапна. Жили селяни у хатках, побудованих з каменю, глини, саманної цегли, критих соломою або комишем. Носили домотканий одяг. У 1820 році жителі слободи брали участь у повстанні донських селян проти кріпосників. Луковкін викликав військо, яке вчинило жорстоку розправу: багатьох били різками, а найбільш активних заслали до Сибіру.
Село постраждало внаслідок геноциду українського народу, вчиненого урядом СРСР у 1932—1933 роках, кількість встановлених жертв — 212 людей.
16 серпня 2014 року під час обстрілу терористами з РСЗВ «Град» біля села Благодатне загинули молодший сержант 28-ї бригади Віктор Булавенко, сержанти Костянтин Костенко і Олександр Топал й солдати Олександр Друзь, Микола Прудій й Олександр Цибульський.

## Релігія
Засновники Луковкіни спорудили два православні храми. Перший - у 1788 році в ім'я Святителя Миколая. Нині на його місці стоїть нова дерев'яна церква. Цегляний храм Вознесіння, збудований у 1845 році, зруйнували за Сталіна. А на фундаменті церкви з її ж цегли збудували двоповерхову школу, яка існує донині і є найбільшою сільською школою в області.

## Населення

### Мова
Розподіл населення за рідною мовою за даними перепису 2001 року:
| Мова            | Кількість | Відсоток |
| --------------- | --------- | -------- |
| українська      | 3408      | 93.40%   |
| російська       | 237       | 6.49%    |
| білоруська      | 1         | 0.03%    |
| інші/не вказали | 3         | 0.08%    |
| Усього          | 3649      | 100%     |

За даними перепису 2001 року населення села становило 3649 осіб, із них 93,4 % зазначили рідною мову українську, 6,49 % — російську та 0,03 % — білоруську мову.

## Пам'ятки
Неподалік розташований лісовий заказник загальнодержавного значення Бердянський.

## Видатні земляки
- Святіший Патріарх Київський і всієї Руси-України Філарет (в миру: Михайло Антонович Денисенко; нар. 23 січня 1929).